# Synagoga w Przeworsku
Synagoga w Przeworsku – nieistniejąca renesansowa synagoga, która znajdowała się między pl. Mickiewicza i ulicą Kazimierzowską na Starym Mieście w Przeworsku.

## Historia i architektura

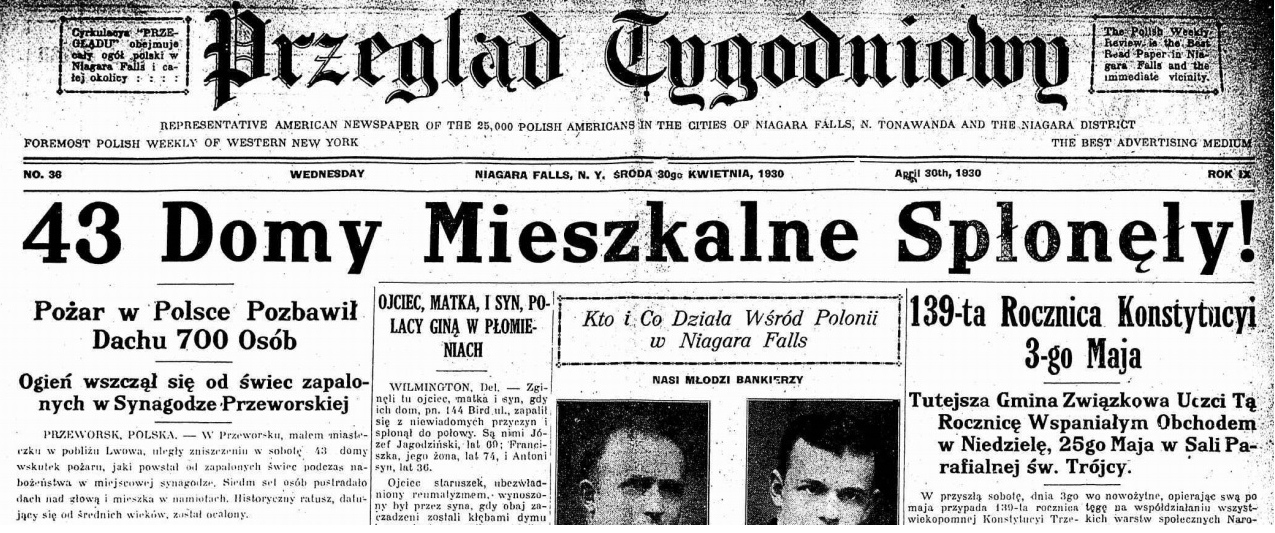
Pierwsza strona gazety Przegląd Tygodniowy mówiąca o powodach wielkiego pożaru jaki miał miejsce w 1930 r. w Przeworsku

Synagogę wzniesiono w latach 1626–1629. Usytuowana była między pl. Mickiewicza a ul. Kazimierzowską. Przy jej wznoszeniu zastosowano tzw. styl narodowy (podobnie jak w synagogach we Lwowie i Żółkwi), oparty na przepisach Talmudu. Budynek wzniesiony z kamienia i cegły posiadał skarpy i był pokryty renesansowym dachem. Obiekt składał się z części głównej, mieszczącej salę modlitewną, kruchty w formie przybudówki i przedsionka, które były podświetlone dwunastoma półkoliście przesklepionymi oknami. Nad kruchtą znajdowała się galeria dla kobiet (babiniec), połączona otworami z główną salą o wymiarach w świetle ścian 18,2 x 12,4 mo osi dłuższej zorientowanej wschód-zachód. Około poł. XIX wzniesiono przybudówkę od strony ulicy Kazimierzowskiej. Po pożarze w 1761 wykonano sufit z drewna imitujący strop. W 1892 na zlecenie Komisji do Badań Historii Sztuki w Polsce podczas wizji lokalnej opisano i narysowano niektóre fragmenty synagogi. W 1927 podczas remontu pokryto dach nad salą główną blachą ocynkowaną i zmieniono konstrukcję dachową nad krużgankiem. Synagogę wraz z wyposażeniem spalili hitlerowcy 12 września 1939, a ruiny po wojnie rozebrano.

## Wyposażenie
W środku sali modlitewnej znajdowała się kwadratowa bima, w formie 4 słupów zakończonych sklepieniem tworzącym baldachim. Pod nią mieściła się geniza (schowek na nieużywane już zwoje tory). Na ścianie, naprzeciw wejścia urządzono aron ha-kodesz. W przedsionku znajdowała się kuna, czyli małe wgłębienie w murze z hakami, do których przywiązywano skazanego, aby wymierzyć mu karę. 
Wśród sprzętów znajdujących się w synagodze należy wyróżnić mosiężne menory i blachy naścienne, bogato rzeźbioną koronę na torze, zasłonę przed szafą ołtarzową z polskim orłem (parochet).

## Galeria

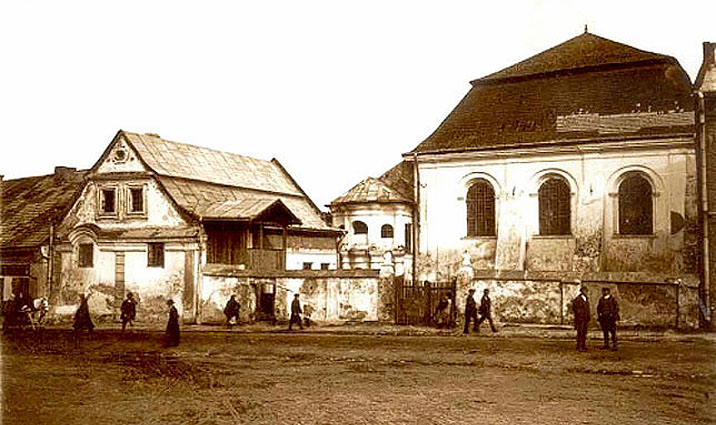
Synagogia w Przeworsku w kompleksie budynków (1910)
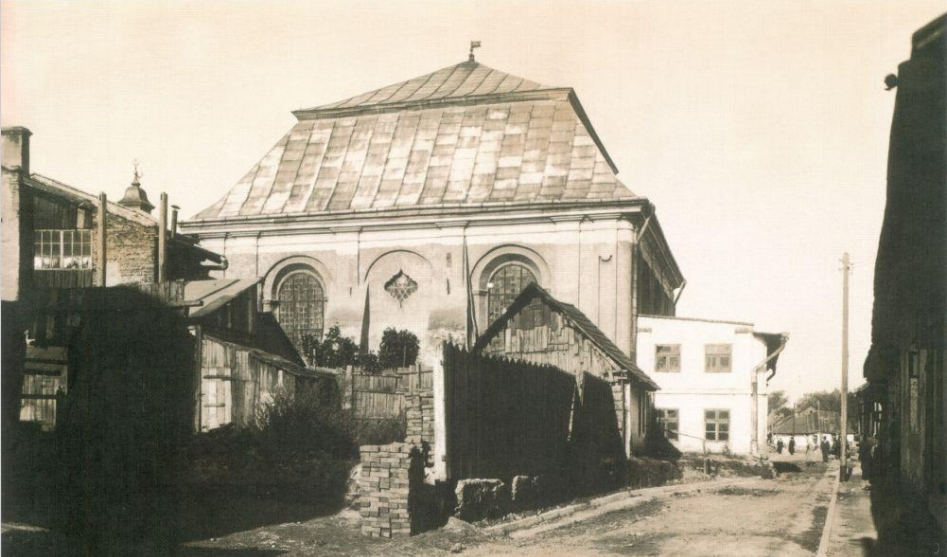
Synagoga w Przeworsku
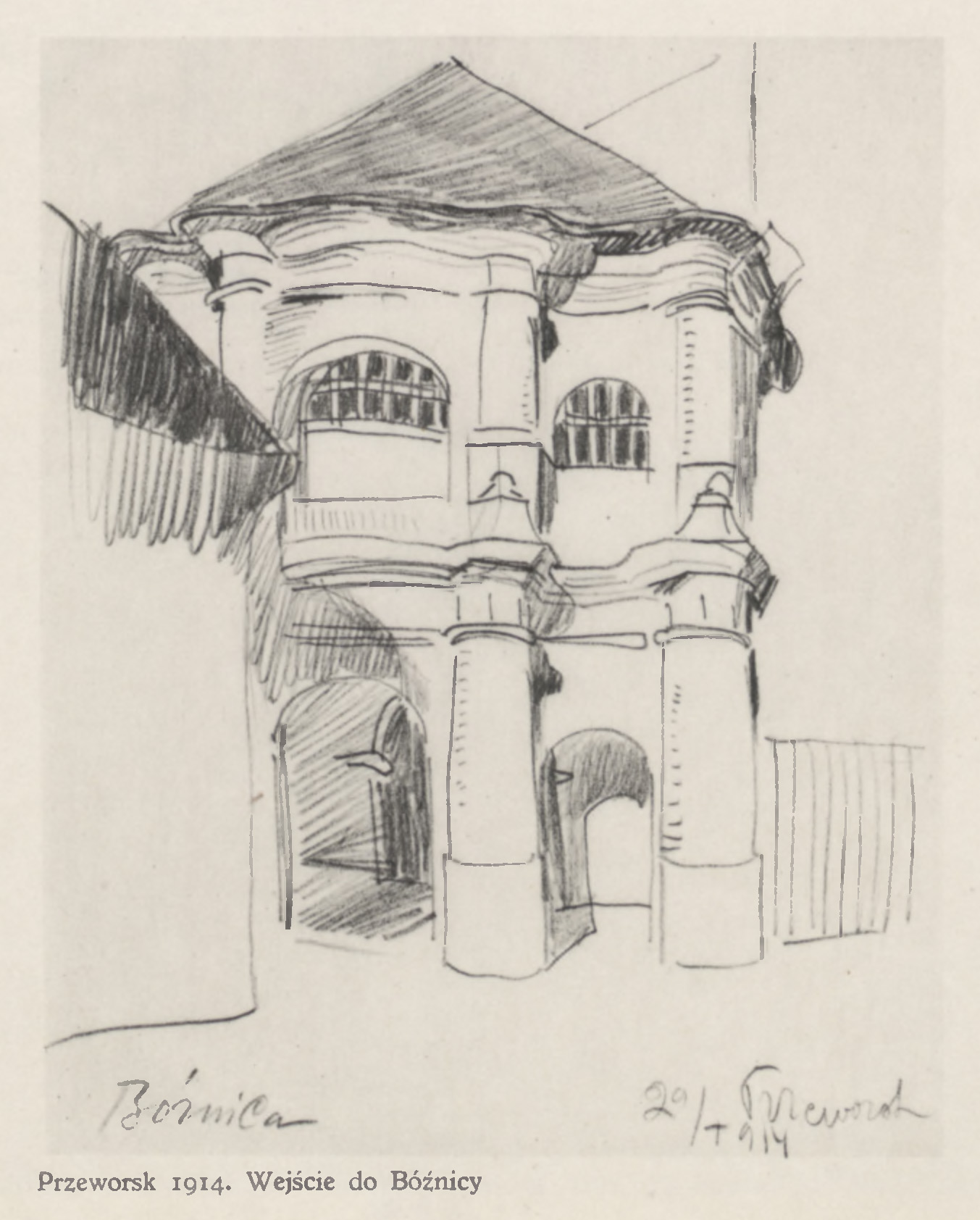
Synagoga w Przeworsku
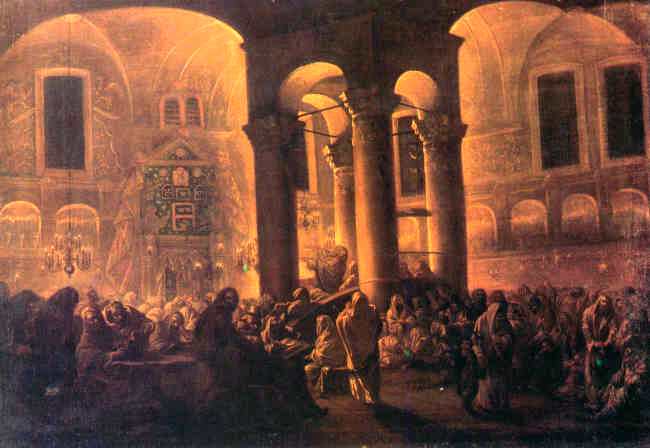
Józef Brodowski Synagoga w Przeworsku
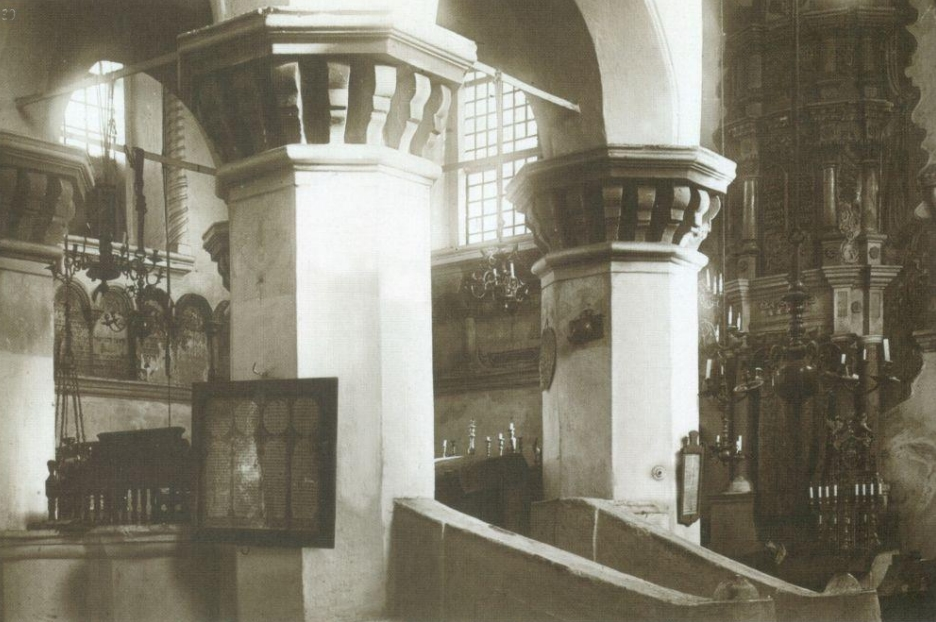
Wnętrze synagogi w Przeworsku (1920)
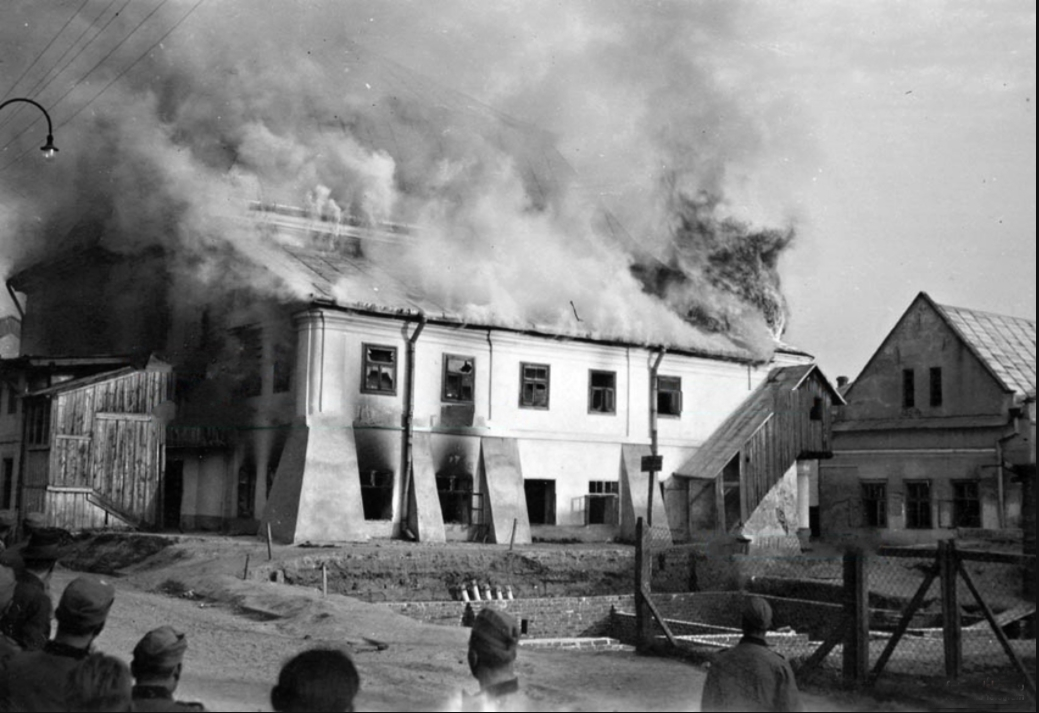
Płonącą synagoga w Przeworsku (12 wrzesień 1939)
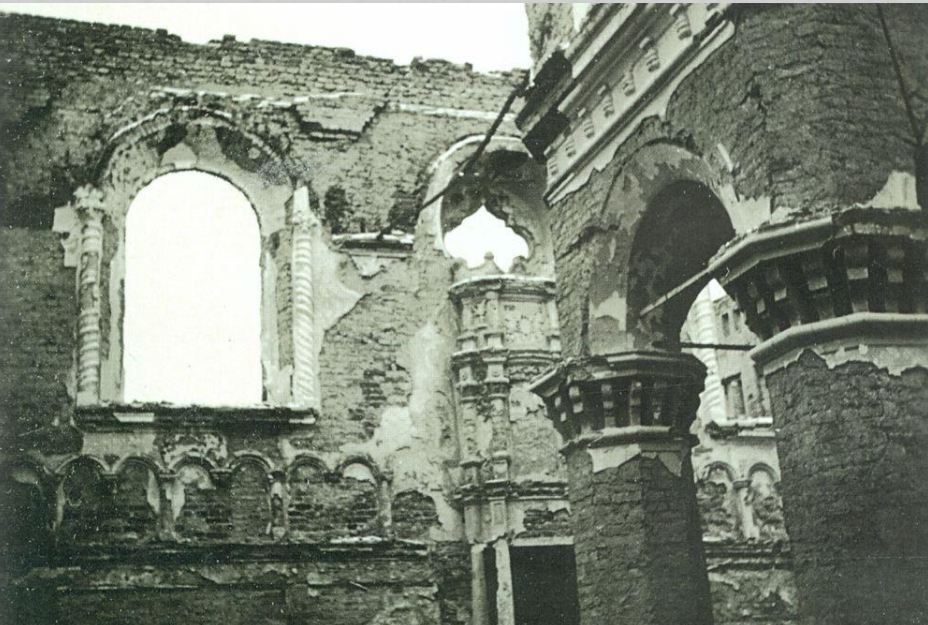
Ruiny synagogi w Przeworsku (1940)